# 卡森莊園
卡森莊園（Carson Mansion）是位於美國加利福尼亞州尤里卡舊城的一處大型維多利亞風格建築:33。該建築被認為是美國規模最大的維多利亞式建築。自1950年開始，卡森莊園是一家私人俱樂部 ，房子和庭園並未對外開放。。

## 外部連結
- The Ingomar Club – Carson Mansion （页面存档备份，存于）